# Allium nebularum
Allium nebularum — вид рослин з родини амарилісових (Amaryllidaceae); ендемік Красноярського краю Росії.

## Опис
Цибулин зібрані по 1–5 на горизонтальному кореневищі, вузько-конічні, 0.5–0.8 см в діаметрі; зовнішні оболонки від вохристих до чорних. Стеблина 10–30 см заввишки, не крилата. Листків 2–4, напівциліндричні, завширшки 1–2 мм, удвічі коротші від стеблини. Суцвіття напівкулясті або кулясті, багатоквіткові, щільні, квітконіжки часто не помітні. Квіти завжди напівзакриті. Листочки оцвітини фіолетові, 5–6 мм, зовнішні сегменти в 1.5–2 рази коротші від внутрішніх. 2n = 16.

## Поширення
Ендемік Красноярського краю Росії.